# Armando Tallarigo
Armando Tallarigo, Barone di Zagarise e Sersale (Catanzaro, 14 agosto 1864 – Roma, 22 aprile 1952) è stato un militare e politico italiano.

## Biografia
Figlio primogenito del barone Francesco, sindaco di Sersale, e di Barbara Greco, apparteneva ad una nobile e facoltosa famiglia del piccolo centro della Presila catanzarese. Fra i suoi antenati per parte paterna, l'arciprete Francesco Maria aveva coraggiosamente salvato Sersale dalla distruzione durante il periodo napoleonico; mentre da parte di madre Antonio Greco era stato uno dei primi e più attivi oppositori calabresi del regime borbonico. La chiara fede risorgimentale della famiglia fu successivamente riflessa nei nomi del fratello e della sorella di Armando Tallarigo, Garibaldi ed Italia.
Dopo aver probabilmente seguito gli studi primari con religiosi dell'Ordine benedettino, fu ammesso al Collegio Militare della Nunziatella di Napoli nel 1878, dove incontrò il poi fraterno amico Alfredo Taranto e si diplomò primo del corso. Ammesso all'Accademia di Artiglieria e Genio di Torino nel 1882, sottotenente nel corpo dello Stato maggiore due anni dopo, ha preso parte alla campagna di Libia, dalla quale torna con una medaglia di bronzo al valor militare guadagnata nella Battaglia di Zanzur. Partecipa quindi alla prima guerra mondiale al comando del 152º battaglione di fanteria (Brigata Sassari), dove si distingue nell'avanzata di Castel Gomberto e si guadagna una medaglia d'argento per essere rimasto ferito a Casara Zebio. Nel 1917, promosso generale di brigata, guida la Sassari sull'altopiano della Bainsizza alla conquista delle quote 865 e 862. Dopo la guerra ha retto il comando della divisione militare di Bari e della Scuola di guerra di Torino. Collocato a riposo nel 1930 viene nominato senatore a vita nel 1934; è decaduto dalla carica con sentenza dell'Alta Corte di Giustizia per le Sanzioni contro il Fascismo del 5 dicembre 1944.

## Opere
- I Capi e la loro preparazione morale alla funzione del comando. Il Rinascimento del libro, Firenze, 1931.
- Il generale Alfredo Taranto. Il Rinascimento del libro, Firenze, 1934.